# 1000-km-Rennen von Monza 1969

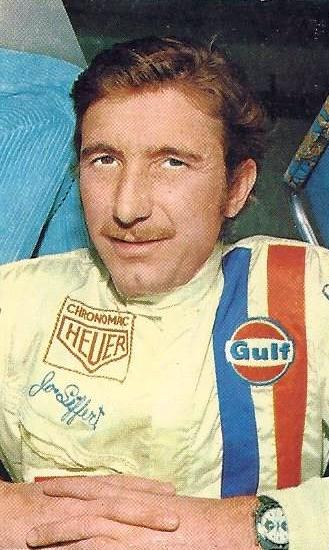
Rennsieger Jo Siffert 1969

Das achte 1000-km-Rennen von Monza, auch 1000 km di Monza, Autodromo Nazionale di Monza, fand am 25. April 1969 auf dem Autodromo Nazionale Monza statt und war der vierte Wertungslauf der Sportwagen-Weltmeisterschaft dieses Jahres.

## Vor dem Rennen
Mit dem 24-Stunden-Rennen von Daytona begann die Sportwagen-Weltmeisterschaft 1969. Das Rennen endete mit dem überraschenden Gesamtsieg von Mark Donohue und Chuck Parsons im Lola T70 Mk.3B GT. Beim zweiten Saisonlauf, dem 12-Stunden-Rennen von Sebring, siegten Jacky Ickx und Jackie Oliver im Ford GT40. Bei der ersten europäischen Veranstaltung des Jahres in Brands Hatch führten Jo Siffert und Brian Redman im 908/02 einen Porsche-Dreifachsieg an.

## Das Rennen
Nach dem Rennen in Brands Hatch hatten einige deutsche Porsche-Werksfahrer im deutschen Fachmagazin Auto Zeitung Kritik an der Teamführung geübt. Sie bemängelten, dass Jo Siffert und Brian Redman den leistungsstärkeren Motor für den 908/02 erhalten hätten, was deren weitaus schnelleren Rundenzeiten erkläre. Rennleiter Rico Steinemann reagierte darauf ungehalten, machte Rolf Stommelen als Anstifter aus und suspendierte ihn für das Rennen. Die vier 908 Langheck wurden in Monza dadurch den Teams Vic Elford/Richard Attwood, Gerhard Mitter/Udo Schütz, Jo Siffert/Brian Redman und Hans Herrmann/Kurt Ahrens anvertraut. Stommelen nahm aber dennoch am Rennen teil. Er organisierte sich ein Cockpit an der Seite des Schweizers Siegfried Lang, der einen Porsche 907 2.2 meldete.
Bei der Scuderia Ferrari hatte Franco Gozzi die Rennleitung übernommen und betreute den für das italienische Rennteam wichtigen Auftritt in Monza. Als Teampartner von Chris Amon wurde Mario Andretti trotz terminlicher Schwierigkeiten aus den Vereinigten Staaten eingeflogen. Andretti sollte am Montag nach dem Rennsonntag an einem USAC-Championship-Rennen am Trenton Speedway teilnehmen. Der Rennstart war am Sonntag um 11 Uhr vormittags. Um den Anschlussflug von Genf nach New York J. F. K. erreichen zu können, musste er um 16 Uhr in Mailand abfliegen und daher um 15 Uhr, wenn das Rennen noch im vollen Gange war, die Rennstrecke verlassen. Den zweiten 312P fuhren Pedro Rodríguez und Peter Schetty. Nachdem Mauro Forghieri zur Zeit des Monza-Rennens bei Enzo Ferrari in Ungnade gefallen war, übernahm der ehemalige Rennfahrer und Techniker Mike Parkes die Vorbereitung der Rennwagen.
Im Training begannen bei Ferrari die Probleme mit den Reifen. Bei hohem Tempo begannen sich die Felgenrippen der Firestone-Reifen abzulösen. Peter Schetty konnte beim Anbremsen der Parabolika einen Unfall nur knapp vermeiden, als sich links hinten der Reifen auflöste. Wegfliegende Reifenteile zerstörten die hintere Radaufhängung. Nachdem auch Andretti einen Unfall hatte, mussten die Ferrari-Mechaniker eine ungeplante Nachtschicht zur Reparatur einlegen. Trotz dieser Schwierigkeiten gelang Chris Amon mit einer Zeit von 2:48,200 Minuten die schnellste Rundenzeit in der Qualifikation. Schnellster Porsche-Pilot war Jo Siffert, der eine Zeit von 2:48,700 Minuten erreichte. Aus der zweiten Reihe starteten Pedro Rodríguez im zweiten Werks-Ferrari und Kurt Ahrens im Porsche. In der dritten Reihe standen Johnny Servoz-Gavin, der einen Matra MS 630/650 steuerte, und Vic Elford in einem weiteren Porsche. Vierte Reihe: Gerhard Mitter im Porsche 908 und Jo Bonnier im Lola T70 Mk.3B GT, bei dem vor dem Start der Chevrolet-Motor getauscht werden musste.
Vom Start weg entwickelte sich ein Dreikampf zwischen dem Porsche von Jo Siffert und den beiden Werks-Ferrari 312P, die auch in den Steilkurven das Material trotz der Reifenprobleme nicht schonten. Der in der dritten Runde an Andretti vorbei in Führung gehende Siffert musste die erste Position in der neunten Runde an Rodríguez abgeben. Siffert sprach nach dem Rennen von einem harten, aber fairen Dreikampf. Schon in der 16. Runde fiel eine Vorentscheidung, als Andretti mit einem Reifenschaden an die Boxen kam und dabei viel Zeit verlor. Zum ersten Fahrerwechsel kamen Rodríguez und Siffert fast gleichzeitig an die Boxen. Während der Wechsel von Siffert zu Redman und das notwendige Nachtanken bei Porsche 64 Sekunden dauerte, wurde der nunmehr im Ferrari sitzende Peter Schetty in nur 55 Sekunden abgefertigt. Schetty konnte die Führung bis auf 19 Sekunden ausbauen, als auch der zweite Ferrari wegen eines Reifenschadens einen ungeplanten Boxenstopp einlegen musste. Im weiteren Verlauf des Rennens schieden beide Ferrari aus. Der Amon/Andretti-Ferrari hatte einen Motorschaden. Der Ausfall von Rodríguez war spektakulärer. In der 60. Runde kam er mit dem Wagen zum Nachtanken an die Box. Nachdem der Ferrari abgefertigt war, sprang der V12-Motor nicht an. Erst nachdem die Mechaniker den Wagen angeschoben hatten, zündete der Motor. In der Curva Grande kollidierte der Ferrari einige Runden später beim Überrunden mit dem Porsche 906 von Kurt Rieder. Der Wagen drehte sich und der linke Hinterreifen sprang teilweise von der Felge. Da Rodríguez zu schnell zurück an die Boxen fuhr, wurde auch die Karosserie in Mitleidenschaft gezogen. Notdürftig repariert ging Rodríguez wieder auf die Strecke. Eine Runde später flog auf der Start-und-Ziel-Geraden die Fronthaube des 312P bei vollem Tempo weg. Die Vollbremsung des Fahrers endete in den Leitplanken. Am Ende siegten Siffert und Redman mit einer Runde Vorsprung auf die Teamkollegen Ahrens und Herrmann.

## Ergebnisse

### Schlussklassement
| 1                  | P 3.0    | 4  | Porsche System Engineering          | Jo Siffert Brian Redman                 | Porsche 908 LH          | 100 |
| 2                  | P 3.0    | 7  | Porsche System Engineering          | Hans Herrmann Kurt Ahrens               | Porsche 908 LH          | 99  |
| 3                  | P 3.0    | 10 | German BG Racing Team               | Gerhard Koch Hans-Dieter Dechent        | Porsche 907 2.2         | 92  |
| 4                  | S 5.0    | 35 | IGFA Racing Team                    | Helmut Kelleners Reinhold Joest         | Ford GT40               | 92  |
| 5                  | S 5.0    | 33 | Sid Taylor Racing                   | Frank Gardner Andrea de Adamich         | Lola T70 Mk.3B GT       | 92  |
| 6                  | P 3.0    | 18 | Societé Automobiles Alpine          | Patrick Depailler Jean-Pierre Jabouille | Alpine A220             | 91  |
| 7                  | S 2.0    | 53 | Scuderia Madunina                   | Enrico Pinto Giovanni Alberti           | Alfa Romeo T33/2        | 88  |
| 8                  | P 3.0    | 19 | Racing Team VDS                     | Teddy Pilette Rob Slotemaker            | Alfa Romeo T33/2 2.5    | 87  |
| 9                  | GT + 1.6 | 67 | IGFA                                | Dieter Fröhlich Jürgen Neuhaus          | Porsche 911T            | 82  |
| 10                 | P 2.0    | 25 | Scuderia Trentina                   | Antonio Zadra Giuseppe Dalla Torre      | Alfa Romeo T33/2        | 82  |
| 11                 | GT + 1.6 | 73 | Gérard Larrousse                    | Gérard Larrousse Dieter Spoerry         | Porsche 911T            | 82  |
| 12                 | S 2.0    | 57 | Otto Stuppacher                     | Otto Stuppacher Kurt Rieder             | Porsche 906             | 79  |
| 13                 | GT + 1.6 | 68 | Hans-Dieter Blatzheim               | Hans-Dieter Blatzheim Werner Zanders    | Porsche 911T            | 78  |
| 14                 | P 1.0    | 30 | Ugo Locatelli                       | Ugo Locatelli Maurizio Zanetti          | Abarth 1000 SP          | 78  |
| 15                 | S 5.0    | 34 | Racing Team Zitro                   | Jean-Pierre Hanrioud Dominique Martin   | Ford GT40               | 76  |
| 16                 | P 3.0    | 6  | Porsche System Engineering          | Vic Elford Richard Attwood              | Porsche 908LH           | 75  |
| 17                 | S 1.0    | 58 | Luciano Pasotto                     | Umberto Grano Luciano Pasotto           | Fiat-Abarth 1000 S      | 73  |
| 18                 | GT 1.3   | 82 | Jolly Club                          | Luigi Cabella Giovanni Marini           | Lancia Fulvia HF Zagato | 71  |
| 19                 | S 1.0    | 60 | Eris Tondelli                       | Eris Tondelli Marco Crosina             | Fiat-Abarth 1000 S      | 70  |
| 20                 | GT 1.3   | 83 | Eugenio Foschetti                   | Giampaolo Baruffi Eugenio Foschetti     | Lancia Fulvia HF Zagato | 70  |
| Nicht klassiert    |          |    |                                     |                                         |                         |     |
| 21                 | GT 1.6   | 76 | André Wicky Racing Team             | Henry Regusci Charles Perrenoud         | Lotus Elan              |     |
| Disqualifiziert    |          |    |                                     |                                         |                         |     |
| 22                 | GT + 1.6 | 63 | Scuderia Filipinetti                | Rudy Kraus „Bill“                       | Ferrari 275 GTB/2       | 80  |
| Ausgefallen        |          |    |                                     |                                         |                         |     |
| 23                 | S 5.0    | 40 | Ecurie Bonnier Scuderia Filipinetti | Jo Bonnier Herbert Müller               | Lola T70 Mk.3B GT       | 85  |
| 24                 | S 2.0    | 46 | Hart Ski Racing Team                | Arthur Blank Peter Ettmüller            | Porsche 910             | 84  |
| 25                 | GT 1.3   | 81 | Jolly Club                          | Cesare Poretti Fiorenzo Genta           | Lancia Fulvia HF Zagato | 78  |
| 26                 | GT + 1.6 | 69 | Hans-Dieter Weigel                  | Hans-Dieter Weigel Peter Kaiser         | Porsche 911T            | 77  |
| 27                 | P 1.0    | 28 | Romano Martini                      | Romano Martini Aldo Horvat              | ATS 1000 SP             | 70  |
| 28                 | P 3.0    | 2  | SpA Ferrari SEFAC                   | Pedro Rodríguez Peter Schetty           | Ferrari 312P            | 66  |
| 29                 | S 5.0    | 39 | TechSpeed Racing                    | Chris Craft Eric Liddell                | Lola T70 Mk.3 GT        | 62  |
| 30                 | P 3.0    | 3  | Matra Sports                        | Johnny Servoz-Gavin Jean Guichet        | Matra MS630/650         | 61  |
| 31                 | S 2.0    | 45 | Sepp Greger                         | Ernst Kraus Sepp Greger                 | Porsche 910             | 56  |
| 32                 | S 2.0    | 54 | SCAR Autostrada                     | Spartaco Dini Guido Nicolai             | Alfa Romeo T33/2        | 55  |
| 33                 | S 5.0    | 41 | David Piper                         | David Piper Paul Hawkins                | Lola T70 Mk.3B GT       | 51  |
| 34                 | P 3.0    | 8  | Siegfried Lang                      | Rolf Stommelen Siegfried Lang           | Porsche 907 2.2         | 48  |
| 35                 | P 2.0    | 21 | Piccionaina Racing Team             | Antonio Nicodemi Carlo Facetti          | Porsche 907             | 47  |
| 36                 | P 3.0    | 1  | SpA Ferrari SEFAC                   | Mario Andretti Chris Amon               | Ferrari 312P            | 39  |
| 37                 | P 3.0    | 5  | Porsche System Engineering          | Udo Schütz Gerhard Mitter               | Porsche 908LH           | 38  |
| 38                 | S 2.0    | 51 | Nikolaus Killenberg                 | Nikolaus Killenberg Dieter Basche       | Chevron B8              | 36  |
| 39                 | GT 1.6   | 79 | Alberto Rosselli                    | Alberto Rosselli Carlo Benelli          | Fiat 124 Spider         | 32  |
| 40                 | S 2.0    | 55 | IGFA                                | Erich Bitter Helmut Leuze               | Abarth 2000 S           | 30  |
| 41                 | P 3.0    | 16 | Societé Automobiles Alpine          | André de Cortanze Jean Vinatier         | Alpine A220/69          | 10  |
| 42                 | S 5.0    | 42 | Sportscars Unlimited Switzerland    | Robin Widdows Ulf Norinder              | Lola T70 Mk.3B GT       | 7   |
| 43                 | P 2.0    | 20 | Corrado Manfredini                  | Corrado Manfredini Vittorio Brambilla   | Porsche 907             | 6   |
| 44                 | P 2.0    | 26 | Racing Team VDS                     | Claude Bourgoignie Gustave Gosselin     | Alfa Romeo T33/2        | 6   |
| 45                 | P 1.0    | 29 | Gianfranco Palazzoli                | Gianfranco Palazzoli Arturo Merzario    | Fiat-Abarth 1000 SP     | 3   |
| 46                 | P 2.0    | 23 | Gianni Lado                         | Gianni Lado Luigi Ravizza               | Ferrari Dino 206S       |     |
| 47                 | S 5.0    | 38 | Peter Sadler                        | Peter Sadler Paul Vestey                | Ford GT40               |     |
| 48                 | S 1.0    | 59 | Mario Nardari                       | Mario Nardari Mario Favaretto           | Fiat-Abarth 1000 SP     |     |
| 49                 | GT 1.6   | 77 | Eugenio Tinghi                      | Eugenio Tinghi Giovanni Cecchini        | Alfa Romeo Duetto       |     |
| Nicht gestartet    |          |    |                                     |                                         |                         |     |
| 50                 | P 3.0    | 9  | Real Automóvil Club Cataluna        | Àlex Soler-Roig Eugenio Baturone        | Porsche 907 2.2         | 1   |
| 51                 | P 3.0    | 15 | Societé Automobiles Alpine          | Jean-Claude Andruet Henri Grandsire     | Alpine A220             | 2   |
| 52                 | S 5.0    | 37 | Ford France                         | Michel Martin Hervé Bayard              | Ford GT40               | 3   |
| 53                 | S 2.0    | 43 | Sportscars Unlimited                | Richard Broström Masten Gregory         | Porsche 910             | 4   |
| 54                 | S 2.0    | 44 | André Wicky Racing Team             | André Wicky Jean-Claude Killy           | Porsche 910             | 5   |
| 55                 | P 3.0    | T  | Porsche System Engineering          | Brian Redman                            | Porsche 908LH           | 6   |
| Nicht qualifiziert |          |    |                                     |                                         |                         |     |
| 56                 | P 2.0    | 22 | Scodec de Cadenet                   | Alain de Cadenet Mike Walton            | Ferrari Dino 206S       | 7   |
| 57                 | P 2.0    | 27 | Ottorino Volonterio                 | Ottorino Volonterio                     | Alfa Romeo Giulia TZ2   | 8   |
| 58                 | P 1.0    | 31 | Jacques Bigrat                      | Jacques Bigrat                          | Costin-Nathan GT        | 9   |
| 59                 | S 2.0    | 48 | JCB Excavators Ltd.                 | Peter Brown Roger Enever                | Chevron B8              | 10  |
| 60                 | S 2.0    | 49 | Falken Racing Developments          | Angus Clydesdale John Markey            | Chevron B8              | 11  |
| 61                 | S 2.0    | 52 | Peter Taggart                       | Peter Taggart Tony Goodwin              | Chevron B6              | 12  |
| 62                 | S 2.0    | 56 | ESCA                                | Bernard Palayer Armand de Boissieu      | Porsche 906             | 13  |
| 63                 | GT + 1.6 | 65 | Everardo Ostini                     | Everardo Ostini Carlo Zuccoli           | Porsche 911T            | 14  |
| 64                 | GT + 1.6 | 66 | Corrado Ferlaino                    | Corrado Ferlaino Giancarlo Galimberti   | Porsche 911T            | 15  |
| 65                 | GT + 1.6 | 70 | Giancarlo Rondanini                 | Giancarlo Rondanini Giampiero Moretti   | Porsche 911T            | 16  |
| 66                 | GT + 1.6 | 71 | André Wicky Racing Team             | Jacques Cochet Edgar Berney             | Porsche 911T            | 17  |
| 67                 | GT + 1.6 | 72 | Claude Haldi                        | Claude Haldi Jacques Rey                | Porsche 911T            | 18  |
| 68                 | GT + 1.6 | 74 | Scuderia Brescia Corse              | Ennio Bonomelli Cesare Guzzi            | Porsche 911T            | 19  |
| 69                 | GT + 1.6 | 75 | Scuderia Brescia Corse              | Vincenzo Carrago Michele Licheri        | Porsche 911T            | 20  |

1 Einspritzpumpe defekt
2 Motorschaden im Training
3 Motorschaden im Training
4 Motorschaden im Training
5 nicht gestartet
6 Trainingswagen
7 nicht qualifiziert
8 nicht qualifiziert
9 nicht qualifiziert
10 nicht qualifiziert
11 nicht qualifiziert
12 nicht qualifiziert
13 nicht qualifiziert
14 nicht qualifiziert
15 nicht qualifiziert
16 nicht qualifiziert
17 nicht qualifiziert
18 nicht qualifiziert
19 nicht qualifiziert
20 nicht qualifiziert

### Nur in der Meldeliste
Hier finden sich Teams, Fahrer und Fahrzeuge, die ursprünglich für das Rennen gemeldet waren, aber aus den unterschiedlichsten Gründen daran nicht teilnahmen.
| Pos. | Klasse   | Nr. | Team                         | Fahrer                              | Chassis                 |
| ---- | -------- | --- | ---------------------------- | ----------------------------------- | ----------------------- |
| 70   | P 3.0    | 11  | German BG Racing Team        | Karl von Wendt Willi Kauhsen        | Porsche 907 2.2         |
| 71   | P 3.0    | 12  | J. W. Automotive Gulf Racing | David Hobbs Mike Hailwood           | Mirage M2/300           |
| 72   | P 3.0    | 14  | J. W. Automotive Gulf Racing | Jacky Ickx Jackie Oliver            | Mirage M2/300           |
| 73   | P 2.0    | 24  | Roger Nathan                 | Roger Nathan Mike Beckwith          | Astra RNR1              |
| 74   | P 1.0    | 32  | Scuderia Nettuno             | Anzio Zucchi Marco Magri            | Lucangelli              |
| 75   | S 5.0    | 36  | Escuderia Montjuich          | José Juncadella Juan Fernández      | Ford GT40               |
| 76   | S 5.0    | 39  | PR For Men                   | Picko Troberg Björn Rothstein       | Lola T70 Mk.3B GT       |
| 77   | S 2.0    | 50  | Worcestershire Racing        | Paul Ridgway                        | Chevron B8              |
| 78   | S 1.0    | 61  | Scuderia Brescia Corse       | „Agessar“ Paolo Lado                | Fiat-Abarth 1000 S      |
| 79   | S 1.0    | 62  | Scuderia Brescia Corse       | Piero Monticone Gianni Varese       | Fiat-Abarth 1000 S      |
| 80   | GT + 1.6 | 64  | Alain de Cadenet             | Tony Beeson                         | Ferrari 275 GTB/2       |
| 81   | GT 1.6   | 78  | Luigi Galazzo                | Luigi Galazzo Pier-Paolo Mischiatti | Alfa Romeo Duetto       |
| 82   | GT 1.3   | 80  | Meda                         | Domenico Cedrati Francesco Morelli  | Lancia Fulvia HF Zagato |

### Klassensieger
| Klasse   | Fahrer                  | Fahrer               | Fahrzeug                | Platzierung im Gesamtklassement |
| -------- | ----------------------- | -------------------- | ----------------------- | ------------------------------- |
| P 3.0    | Jo Siffert              | Brian Redman         | Porsche 908LH           | Gesamtsieg                      |
| P 2.0    | Antonio Zadra           | Giuseppe Dalla Torre | Alfa Romeo T33/2        | Rang 10                         |
| P 1.0    | Ugo Locatelli           | Maurizio Zanetti     | Abarth 1000 SP          | Rang 14                         |
| S 5.0    | Helmut Kelleners        | Reinhold Joest       | Ford GT40               | Rang 4                          |
| S 2.0    | Enrico Pinto            | Giovanni Alberti     | Alfa Romeo T33/2        | Rang 7                          |
| S 1.0    | Umberto Grano           | Luciano Pasotto      | Fiat-Abarth 1000 S      | Rang 17                         |
| GT + 1.6 | Dieter Fröhlich         | Jürgen Neuhaus       | Porsche 911T            | Rang 9                          |
| GT 1.6   | kein Teilnehmer im Ziel |                      |                         |                                 |
| GT 1.3   | Luigi Cabella           | Giovanni Marini      | Lancia Fulvia HF Zagato | Rang 18                         |

### Renndaten
- Gemeldet: 82
- Gestartet: 49
- Gewertet: 20
- Rennklassen: 9
- Zuschauer: unbekannt
- Wetter am Renntag: warm und trocken
- Streckenlänge: 10,100 km
- Fahrzeit des Siegerteams: 4:53:41,200 Stunden
- Gesamtrunden des Siegerteams: 100
- Gesamtdistanz des Siegerteams: 1010,000 km
- Siegerschnitt: 206,342 km/h
- Pole-Position: Chris Amon – Ferrari 312P (#1) – 2:48,200 = 216,171 km/h
- Schnellste Rennrunde: Pedro Rodríguez – Ferrari 312P (#2) – 2:48,100 = 216,300 km/h
- Rennserie: 4. Lauf zur Sportwagen-Weltmeisterschaft 1969
- Rennserie: 3. Lauf der Französischen Rundstrecken-Meisterschaft 1969